# Odontophrynus barrioi
Odontophrynus barrioi é uma espécie de anfíbio  da família Odontophrynidae.
É endémica da Argentina.
Os seus habitats naturais são: matagal de clima temperado, marismas intermitentes de água doce e áreas rochosas.
Está ameaçada por perda de habitat.